# 喬治·波利亞
乔治·波利亚（英語：George Pólya，/ˈpoʊljə/，常缩写作G. Pólya, 發音：[ˈpoːjɒ ˈɟørɟ]，1887年12月13日—1985年9月7日），匈牙利原语名波尧·哲尔吉（匈牙利語：Pólya György，匈牙利語發音：[ˈpoːjɒ ˈɟørɟ]），是一名匈牙利裔美国数学家和数学教育家。波利亚生于匈牙利布达佩斯，1940年移居美国，历任布朗大学和斯坦福大学教授。他在大量的数学范畴工作，包括级数、数论、组合数学和机率；他在1937年提出的波利亚计数定理，是组合数学的重要工具。同时，他长期从事数学教育，对数学思维的普遍规律有深入的研究。

## 著作
有关解题的著作：
- 《怎样解题》（How to Solve It）
- 《数学与猜想》（Mathematics and plausible reasoning）
- 《数学发现》（Mathematical discovery）

其他：
- 《数学分析中的问题和定理》（Problems and theorems in analysis）
- 《复变函数》（Complex variables，与Gordon Latta合写）